# 사쿠야: 요괴전설
《사쿠야: 요괴전설》(일본어: さくや妖怪伝)은 2000년 일본에서 개봉한 특촬 액션 영화이다.

## 출연진
- 안도 노조미 - 사카키 사쿠야
- 야마우치 슈이치 - 사카키 다로
- 시마다 큐사쿠 - 니가라스 슈조
- 사카기 게이이치로 - 마시라기 효에
- 구로다 유키 - 구제 시게유키
- 에자와 모에코 - 절의 노파
- 츠카모토 신야 - 인형사
- 이시쿠라 히데히코 - 다치바나 젠노스케
- 요시다 게이코 - 하나
- 탄바 테츠로 - 이이 나오오키
- 후지오카 히로시 - 사카키 요시아키
- 마츠자카 케이코 - 쓰치구모 여왕
- 다케나카 나오토 - 내레이션